# Sixto Caldano
Sixto Julio Caldano (1959-2008) fue un pintor argentino, hijo político del pintor Pérez Celis. Entre otras obras pintó los cuadros utilizados para realizar la tapa y contratapa del álbum Madre en años luz de la banda argentina Spinetta Jade, publicado en 1984. La obra de Caldano aparece en el film Spinetta, el video (1986) de Pablo Perel, que tiene como uno de los escenarios principales la propia casa de Caldano.
Gran pintor influenciado por el movimiento del rock contemporáneo argentino,
Murió atropellado poe un colectivo en el año 2008